# Villa Urquiza (Entre Ríos)
Villa Urquiza es un municipio ubicado en el Distrito Tala del departamento Paraná en la provincia de Entre Ríos, República Argentina. El municipio comprende la localidad del mismo nombre y un área rural conformada por Colonia Nueva y La Balsa (Colonia Vieja). Se halla ubicada a 42 km (por asfalto) al norte de la capital provincial. Fue fundada por el general Justo José de Urquiza en 1860 sobre una colonia originada en 1853. Villa Urquiza, junto con Esperanza (Santa Fe) son las dos colonias de inmigrantes de más antigüedad que han logrado mantenerse en el país. Villa Urquiza en la actualidad es una villa veraniega de la costa del río Paraná.

## Historia
Por orden de Urquiza, el 1 de septiembre de 1853 fue establecida por el coronel Manuel de Clemente con varias familias de soldados alemanes que combatieron en la batalla de Caseros la primera colonia agrícola-militar de la Argentina (Primera Colonia Agrícola-Militar Las Conchas). El gobierno de la confederación les otorgó 100 pesos a cada uno y elementos de labranza, pero estos exmilitares vendieron o abandonaron sus chacras. En 1855 el comandante militar del Departamento Paraná, coronel Doroteo Salazar, se hizo cargo de la colonia, afincándose una familia alemana espontáneamente, lo que dio origen a un nuevo asentamiento de colonos.

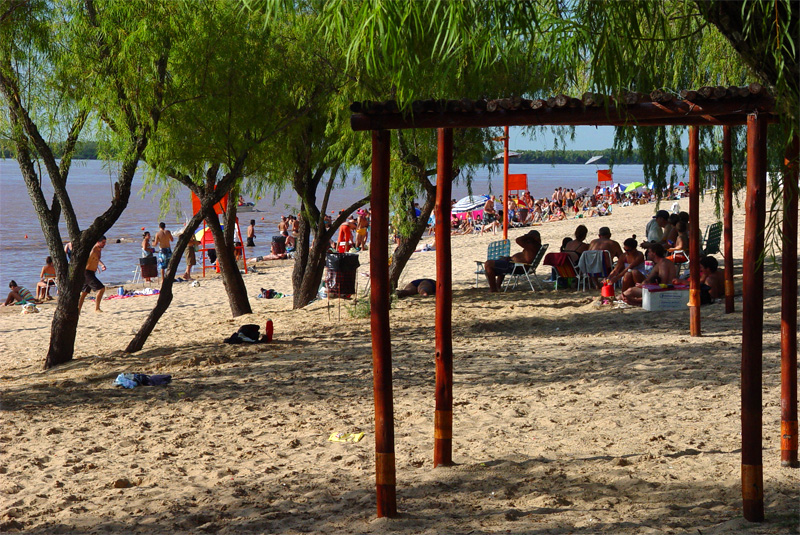
Playa de Villa Urquiza.

En 1856 el gobierno de la Confederación Argentina hizo una concesión de 12,5 leguas cuadras de tierras en la zona del arroyo de las Conchas a los empresarios Vanderest y Saint Hilaire, estableciéndose un grupo de colonos de Alemania. También 1856 se hizo una concesión de 400 cuadras para la instalación de familias de Bélgica, ampliada al año siguiente con otras 600 cuadras. En 1857 se hizo otra concesión en donde fueron establecidas 8 familias suizas del cantón del Valais, que habían llegado al país para instalarse en la fracasada Aldea San Juan en la provincia de Corrientes. El 4 de agosto de 1857 el gobierno estableció una escuela para los hijos de los colonos. El abandono de los concesionarios hizo que el gobierno nacional se hiciera cargo de los colonos, renombrando por decreto de 1858 a Colonia Urquiza.
Por ley provincial del 10 de septiembre de 1860 fue fundada dentro de la colonia la Villa Urquiza para ser cabecera provisoria del departamento Paraná, debido a que la ciudad de Paraná era la capital provisoria de la Confederación Argentina y se hallaba federalizada y separada del territorio entrerriano. La ley fue sancionada el 7 de septiembre de 1860:

Art. 1°. Erígese una Villa denominada Urquiza sobre la costa del Rio Paraná en el Distrito de Las Conchas, Departamento del Paraná, con el carácter provisorio de Cabeza de aquel Departamento.
 Art. 2°. Desígnase una legua cuadrada de terreno para la nueva Villa y sus suburbios.
 Art. 3°. Autorízase al P. E. para hacer los gastos que demande la delineación de la Villa Urquiza.

Un decreto del 25 de octubre de 1860 fijó la fecha del 8 de diciembre de 1860 para la instalación solemne de la villa. El 2 de diciembre de 1861 la ciudad de Paraná fue reincorporada a la provincia de Entre Ríos mediante un decreto del gobernador Urquiza, por lo que Villa Urquiza permaneció como una delegacía dentro del departamento, que comprendía los distritos Tala y Antonio Tomás y con un delegado político al frente y un juez de paz.
Un tiempo después llegarían familias de inmigrantes provenientes de Suiza, Alemania, País Vasco y Francia. En 1876 se constituyó un ensanche de 3 leguas llamada Colonia Nueva. 
El 13 de mayo de 1872 fue sancionada la ley de municipalidades, mandándose establecer una en Villa Urquiza. Luego de realizarse elecciones, las primeras municipalidades fueron instaladas en la provincia el 1 de enero de 1873. Al año siguiente la municipalidad fue suprimida por falta de presupuesto.
El 9 de noviembre de 1889 el gobernador Basavilbaso decretó la nueva creación del municipio de Villa Urquiza:

Art. 1°. Constitúyese en municipio la Delegacía de Villa Urquiza con las prerrogativas que acuerda la Ley Orgánica de municipalidades.
 Art. 2°. El municipio se dividirá en cuarteles urbanos y distritos sub-urbanos, en la forma que determine la municipalidad.
 Art. 3°. La Municipalidad de Villa Urquiza se compondrá de un intendente y seis concejales como lo dispone el inc. 7° art. 186 de la Constitución.

Sin embargo, el municipio no se hizo efectivo y en la década de 1970 se estableció una junta de gobierno. El municipio de segunda categoría fue finalmente creado el 15 de octubre de 1985 por decreto 4090/1985 MGJE de gobernador Sergio Montiel. El ejido municipal fue ampliado por ley 8860 del 13 de septiembre de 1994 para incluir parte de la jurisdicción de la junta de gobierno de Colonia Crespo. Luego de la reforma constitucional las categorías de municipios fueron abolidas, teniendo efecto en Villa Urquiza el 10 de diciembre de 2011.

## Parroquias de la Iglesia católica en Villa Urquiza
| Arquidiócesis | Paraná                |
| ------------- | --------------------- |
| Parroquias    | Inmaculada Concepción |